# Aneflus calvatus
Aneflus calvatus là một loài bọ cánh cứng trong họ Cerambycidae.